# Élite (série télévisée)
Pour les articles homonymes, voir Elite.
 (avril 2022).
Élite est une série télévisée de thriller dramatique espagnole, créée par Darío Madrona et Carlos Montero et diffusée sur le plan mondial entre le 5 octobre 2018 et le 26 juillet 2024 sur Netflix.
La série se déroule à Las Encinas, un lycée où l'élite espagnole et du monde entier viennent étudier. L'intrigue se concentre autour de trois étudiants de classe ouvrière inscrits à l’école dans le cadre d’un programme de bourses d’études et leurs riches camarades de classe.
Elite explore des concepts et des thèmes associés aux drames pour adolescents, mais aborde également d'autres thèmes comme la sexualité, la drogue, le meurtre…
La première saison, composée de huit épisodes, est sortie sur Netflix le 5 octobre 2018. Elle a reçu des critiques positives de la part des critiques, beaucoup saluant la série comme un « plaisir coupable », et louant son écriture, son jeu et sa représentation de thèmes matures. En octobre 2018, la série a été renouvelée pour une deuxième saison, qui est sortie le 6 septembre 2019. Une troisième saison a été commandée en août 2019 et est sortie le 13 mars 2020. En mai 2020 et février 2021, Netflix a renouvelé la série pour une quatrième et cinquième saison. La quatrième saison est sortie le 18 juin 2021 et la cinquième saison le 8 avril 2022. En octobre 2021, Netflix a renouvelé la série pour une sixième saison, qui sortira le 18 novembre 2022. La saison 7 est sortie le 20 octobre 2023 suivie de la saison 8 le 26 juillet 2024, saison finale de la série.
En parallèle, le 13 mai 2021, une série dérivée est annoncée, une mini-série intitulée Elite: Histoires courtes, composée de 12 chapitres répartis en quatre histoires de trois épisodes courts, a été diffusée du 14 au 17 juin 2021. En octobre 2021, il a été confirmé que la mini-série aura une deuxième saison de 9 chapitres, formée de trois nouvelles histoires diffusées du 15 au 23 décembre 2021.

## Synopsis

### Saison 1
Après l’effondrement du bâtiment de leur école, trois amis de la classe ouvrière – Samuel, Nadia et Christian – se voient offrir des bourses d’études à Las Encinas, une école privée d’Espagne. Les bourses sont parrainées par l’entreprise de construction responsable de l’effondrement de l’école. À Las Encinas, les trois amis sont d’abord ostracisés par des étudiants riches. Au fur et à mesure que l’année scolaire avance, leurs vies s’entremêlent dans un choc de modes de vie, de ressentiments, d’envie et d’attirance sexuelle. Au travers des interrogatoires de police, le public découvre des histoires sur les relations des personnages qui ont conduit au meurtre de Marina.

### Saison 2
Après la révélation du meurtre, la deuxième saison traite de la période précédant la disparition de Samuel. Pendant ce temps, trois nouveaux élèves – Valerio, Rebeka et Cayetana – rejoignent l’école où chacun d’eux a ses propres secrets. Ils se lient d’amitié avec les élèves de leur classe tandis que Samuel poursuit son plan pour blanchir le nom de son frère Nano, accusé du meurtre de Marina. Pendant ce temps, Polo tente de se suicider, mais finit par apprendre à vivre heureux avec l’aide de Cayetana. La santé mentale d’Ander se détériore en raison du fardeau de garder le secret de Polo. Carla est amenée à croire que Samuel est mort alors elle avoue le crime de Polo, Polo est arrêté, mais est libéré deux semaines plus tard et retourne à l’école.

### Saison 3
Les étudiants entament leur dernier semestre à Las Encinas. Les étudiants sont interviewés sur la mort de Polo lors de leur fête de remise des diplômes. Polo et Cayetana sont laissés comme parias par leurs pairs, à l’exception de Valerio. Samuel et Guzman qui poursuivent leur complot pour rendre justice. Lu et Nadia sont en compétition pour une bourse d’études à l’Université de Columbia, ce qui les amène à former une amitié mutuelle. Ander reçoit un diagnostic de leucémie et commence une chimiothérapie, provoquant des frictions entre lui et ses proches. Le soir de leur remise des diplômes, dans une stupeur ivre, Lu poignarde accidentellement Polo, qui trébuche et tombe à mort. Samuel, Guzmán, Ander, Omar, Nadia, Carla, Valerio, Rebeka et Cayetana acceptent de couvrir le meurtre. Incapable de trouver un suspect, la mort de Polo est finalement considérée comme un suicide et ses parents disent à la police qu’il a avoué le meurtre de Marina. Deux mois plus tard, Samuel, Guzman, Ander et Rebeka reviennent pour redoubler leur dernière année avec Omar, qui s’est inscrit comme étudiant à temps plein.

### Saison 4
Avec l’arrivée d’un nouveau directeur et de ses enfants Ari, Mencia et Patrick, vient un nouveau mystère après qu’Ari soit retrouvée mourante. L’histoire reprend avec un nouveau trimestre scolaire à Las Encinas, ainsi qu’un nouveau directeur, l’un des hommes d’affaires les plus puissants d’Europe, prêt à remettre sur les rails l’institution Las Encinas, qui, selon lui, s’est détériorée ces dernières années. Il amène ses trois enfants avec lui, qui ont l’habitude de toujours arriver à leurs fins et d’avoir ce qu’ils veulent quand ils veulent, peu importe qui tombe, ce qui mettra à l'épreuve l’union et la forte amitié des élèves qui sont restés à l’école.

### Saison 5
À la suite de la mort d’Armando, Samuel et Rebeka cachent la vérité sur ce qui s’est passé, y compris à son meilleur ami, Omar. Jusqu’à ce que son corps soit découvert et qu’il déclenche une chaîne d’événements qui déchire leurs relations et change leur vie pour toujours. Dans un flash-forward, le corps de Samuel est découvert flottant dans une piscine, chaque complot menant à la façon dont il est arrivé là et à découvrir ce qui s’est réellement passé. En outre, deux nouveaux étudiants Isadora et Iván commencent à fréquenter Las Encinas et forment bientôt des liens avec les autres étudiants, principalement Phillipe et Patrick, mais certaines de ces relations s’avèrent plus dangereuses que d’autres.

### Saison 8
Le retour de Nadia à la maison surprend Omar, tandisqu'Isadora et Chloé se disputent un marrainage de la co-présidente dans l'association Alumni, géré par Hectore et sa sœur, où Joel attire l'attention du frère. Le fossé entre Joel et Iván s'élargit à mesure qu'Héctor les sépare. Chloé fait un choix déchirant et Carmen reçoit un message étonnant. Puis, un événement dangereux fait grimper les enjeux pour Joel et Isadora, qui ne peuvent se permettre de perdre le grand prix. Le stratagème de Dalmar aggrave encore ses ennuis. Une rencontre enflammée ouvre à Joel une nouvelle source de revenus. Ce dernier va offrire des services sexuels contre de l'argent. Chloé prépare un piège, alors que la vie d'Omar est mise en péril par un nouvel ennemi. Sara et Nico se rapprochent et finissent pas se mettre en couple. Désespéré, Dalmar envisage une nouvelle stratégie, tandis que le nouveau duo élabore la sienne. Joel partage son secret avec Iván. L'obsession de Luis pour Isadora grandit, et les enjeux deviennent de plus en plus dangereux. Le meurtre choquant de Joel aboutit à deux arrestations. Emilia et Héctor montent un plan tandis qu'Omar mène sa propre enquête. Sara en apprend d'avantage sur la mort de Raúl.

## Distribution

### Acteurs principaux
| Acteurs                 | VF               | Personnages                                   | Personnage par saison | Personnage par saison | Personnage par saison | Personnage par saison | Personnage par saison | Personnage par saison | Personnage par saison | Personnage par saison | Histoires Courtes |
| Acteurs                 | VF               | Personnages                                   | Saison 1              | Saison 2              | Saison 3              | Saison 4              | Saison 5              | Saison 6              | Saison 7              | Saison 8              | Histoires Courtes |
| ----------------------- | ---------------- | --------------------------------------------- | --------------------- | --------------------- | --------------------- | --------------------- | --------------------- | --------------------- | --------------------- | --------------------- | ----------------- |
| Omar Ayuso              | Romain Altché    | Omar Shana                                    | Principal             | Principal             | Principal             | Principal             | Principal             |                       | Principal             | Principal             | Oui               |
| Itzan Escamilla         | Dimitri Rougeul  | Samuel García (†)                             | Principal             | Principal             | Principal             | Principal             | Principal             |                       |                       |                       | Oui               |
| Miguel Bernardeau       | Gauthier Battoue | Guzmán Nunier Osuna                           | Principal             | Principal             | Principal             | Principal             |                       |                       |                       |                       | Oui               |
| Arón Piper              | Bruno Méyère     | Ander Muñoz                                   | Principal             | Principal             | Principal             | Principal             |                       |                       |                       |                       | Oui               |
| Mina El Hammani         | Cécile D'Orlando | Nadia Shana                                   | Principale            | Principale            | Principale            | Récurrente            |                       |                       |                       | Récurrente            | Oui               |
| Ester Expósito          | Jennifer Fauveau | Carla Rosón Caleruega                         | Principale            | Principale            | Principale            |                       |                       |                       |                       |                       | Oui               |
| Álvaro Rico             | Arnaud Laurent   | Leopoldo « Polo » Benavent Villada (†)        | Principal             | Principal             | Principal             |                       |                       |                       |                       |                       | Non               |
| Danna Paola             | Émilie Rault     | Lucrecia « Lu » Montesinos Hendrich           | Principale            | Principale            | Principale            |                       |                       |                       |                       |                       | Non               |
| Jaime Lorente           | Donald Reignoux  | Fernando « Nano » García Domínguez            | Principal             | Récurrent             |                       |                       |                       |                       |                       |                       | Non               |
| Miguel Herrán           | Julien Crampon   | Christian Varela Expósito                     | Principal             | Invité                |                       |                       |                       |                       |                       |                       | Non               |
| María Pedraza           | Clara Soares     | Marina Nunier Osuna (†)                       | Principale            |                       |                       |                       |                       |                       |                       |                       | Non               |
| Claudia Salas           | Bérénice Bala    | Rebeka « Rebe » Parilla López                 |                       | Principale            | Principale            | Principale            | Principale            |                       |                       |                       | Oui               |
| Georgina Amorós         | Lila Lacombe     | Cayetana Grajero Pando                        |                       | Principale            | Principale            | Principale            | Principale            |                       |                       |                       | Oui               |
| Jorge López Astorga     | Martin Faliu     | Valerio Montesinos                            |                       | Principal             | Principal             |                       |                       |                       |                       |                       | Non               |
| Carla Díaz              | Emmylou Homs     | Ariadna « Ari » Blanco Commerford             |                       |                       |                       | Principale            | Principale            | Principale            |                       |                       | Oui               |
| Martina Cariddi         | Sara Chambin     | Mencia Blanco Commerford                      |                       |                       |                       | Principale            | Principale            | Principale            |                       |                       | Oui               |
| Manu Ríos               | Enzo Ratsito     | Patrick Blanco Commerford                     |                       |                       |                       | Principal             | Principal             | Principal             |                       |                       | Oui               |
| Diego Martín            | Julien Allouf    | Benjamin Blanco Commerford                    |                       |                       |                       | Principal             | Principal             | Récurrent             |                       |                       | Oui               |
| Pol Granch              | Baptiste Mège    | Philippe Florian Von Triesenberg              |                       |                       |                       | Principal             | Principal             |                       |                       |                       | Oui               |
| Andrés Velencoso Segura | Cédric Dumond    | Armando de la Ossa (†)                        |                       |                       |                       | Principal             | Invité                |                       |                       |                       | Non               |
| Valentina Zenere        | Zina Khakhoulia  | Isadora Artiñán Goldstein                     |                       |                       |                       |                       | Principale            | Principale            | Principale            | Principale            | Non               |
| André Lamoglia          | Théo Frilet      | Iván Cruz Carvalho                            |                       |                       |                       |                       | Principal             | Principal             | Principal             | Principal             | Non               |
| Carloto Cotta           | Franck Lorrain   | Cruz Carvalho (†)                             |                       |                       |                       |                       | Principal             | Récurrent             | Invité                |                       | Non               |
| Carmen Arrufat          | Marion Gress     | Sara                                          |                       |                       |                       |                       |                       | Principale            | Principale            | Principale            | Non               |
| Ander Puig              | Benjamin Bollen  | Nicolás « Nico » Fernández de Velasco Viveros |                       |                       |                       |                       |                       | Principal             | Principal             | Principal             | Non               |
| Alex Pastrana           | Tom Trouffier    | Raúl (†)                                      |                       |                       |                       |                       |                       | Principal             | Principal             |                       | Non               |
| Álvaro De Juana         | Jim Redler       | Dídac Ramos Vico                              |                       |                       |                       |                       |                       | Principal             | Principal             |                       | Non               |
| Ana Bokesa              | Justine Berger   | Rocío Owono Durán                             |                       |                       |                       |                       |                       | Principale            | Principale            |                       | Non               |
| Nadia Al Saidi          | Fanny Vambacas   | Sonia                                         |                       |                       |                       |                       |                       | Récurrente            | Principale            | Principale            | Non               |
| Iván Mendes             | Jhos Lican       | Dalmar                                        |                       |                       |                       |                       |                       | Invité                | Principal             | Principal             | Non               |
| Fernando Líndez         | Jean-Stan Du Pac | Joel Castellano Soler (†)                     |                       |                       |                       |                       |                       |                       | Principal             | Principal             | Non               |
| Mirela Balić            | Ophélie Bernard  | Chloe Ybarra Silva                            |                       |                       |                       |                       |                       |                       | Principale            | Principale            | Non               |
| Gleb Abrosimov          | Kévin Goffette   | Eric de Velasco Viveros                       |                       |                       |                       |                       |                       |                       | Principal             | Principal             | Non               |
| Alejandro Albarracín    | Marc Arnaud      | Luís Marín (†)                                |                       |                       |                       |                       |                       |                       | Principal             | Principal             | Non               |
| Maribel Verdú           | Claire Guyot     | Carmen Silva                                  |                       |                       |                       |                       |                       |                       | Principale            | Principale            | Non               |
| Nuno Gallego            | Maxime Beaudouin | Hector Krawietz                               |                       |                       |                       |                       |                       |                       |                       | Principal             | Non               |
| Ane Rot                 | Alice Orsat      | Emilia Krawietz                               |                       |                       |                       |                       |                       |                       |                       | Principale            | Non               |

Photos des acteurs principaux
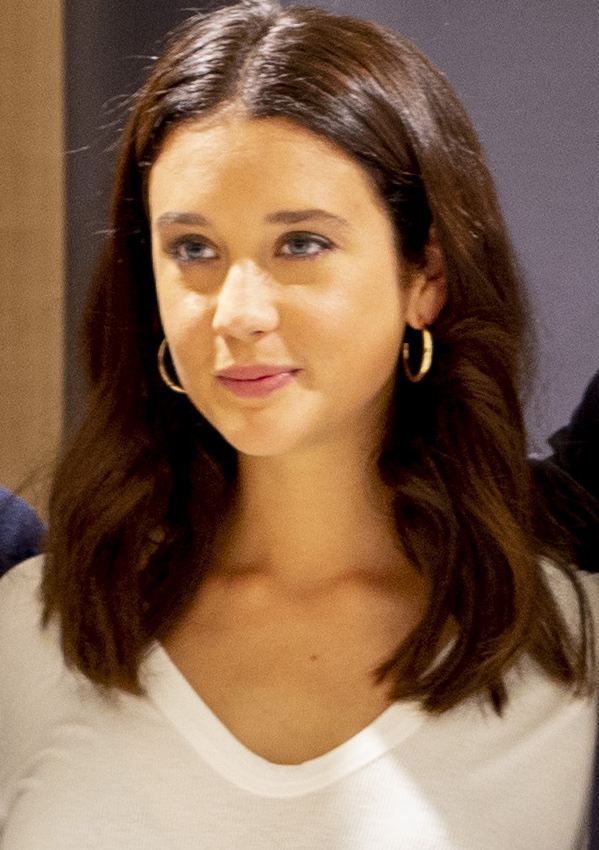
María Pedraza interprète Marina.
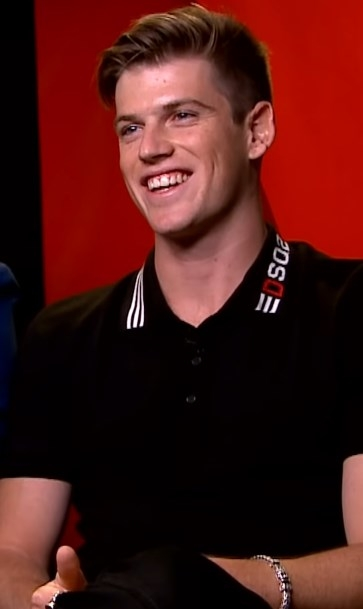
Miguel Bernardeau interprète Guzmán.
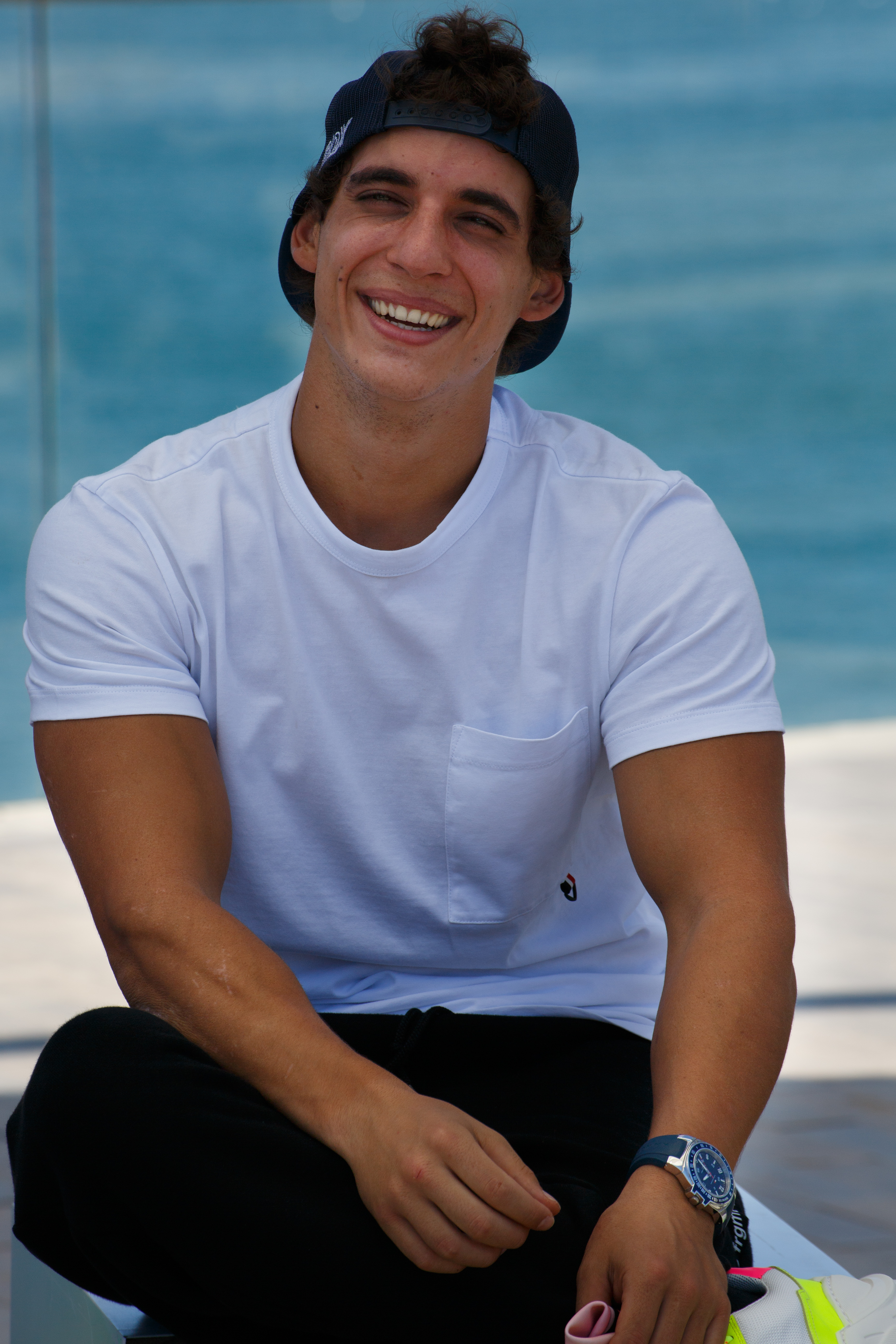
Miguel Herrán interprète Christian.
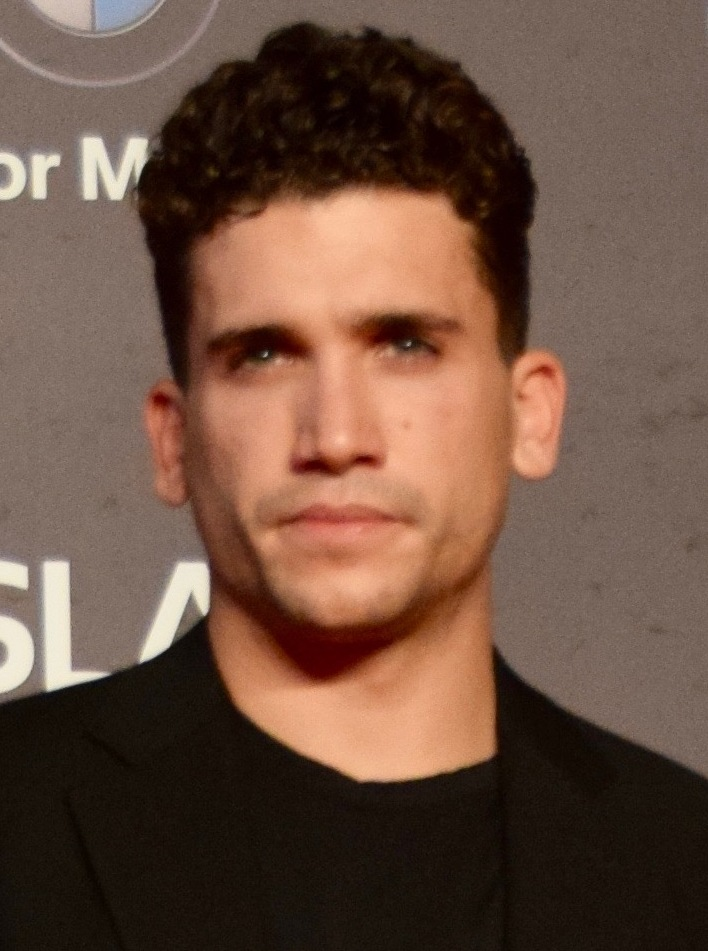
Jaime Lorente interprète Fernando, dit « Nano ».
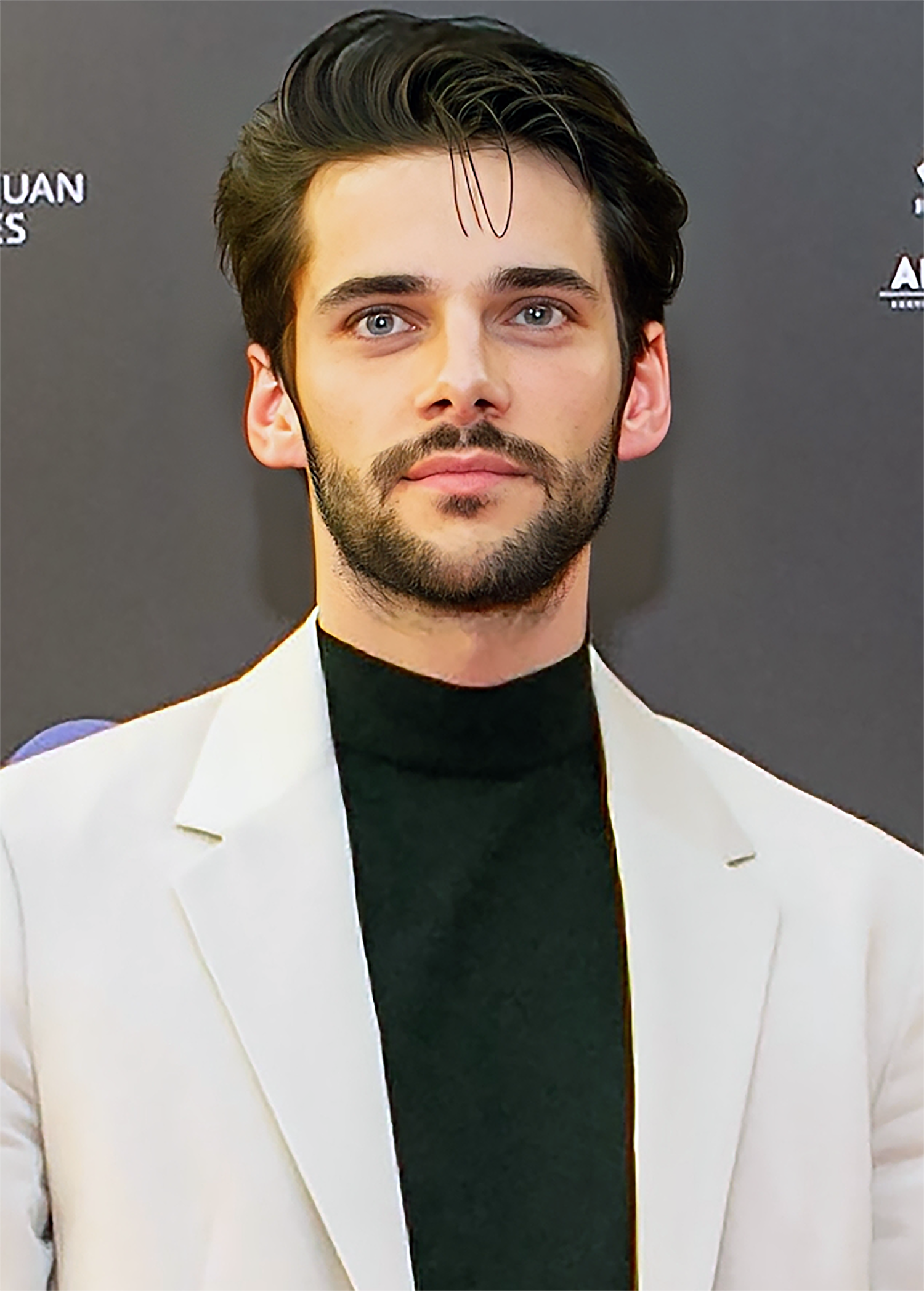
Álvaro Rico interprète Léopoldo, dit « Polo ».
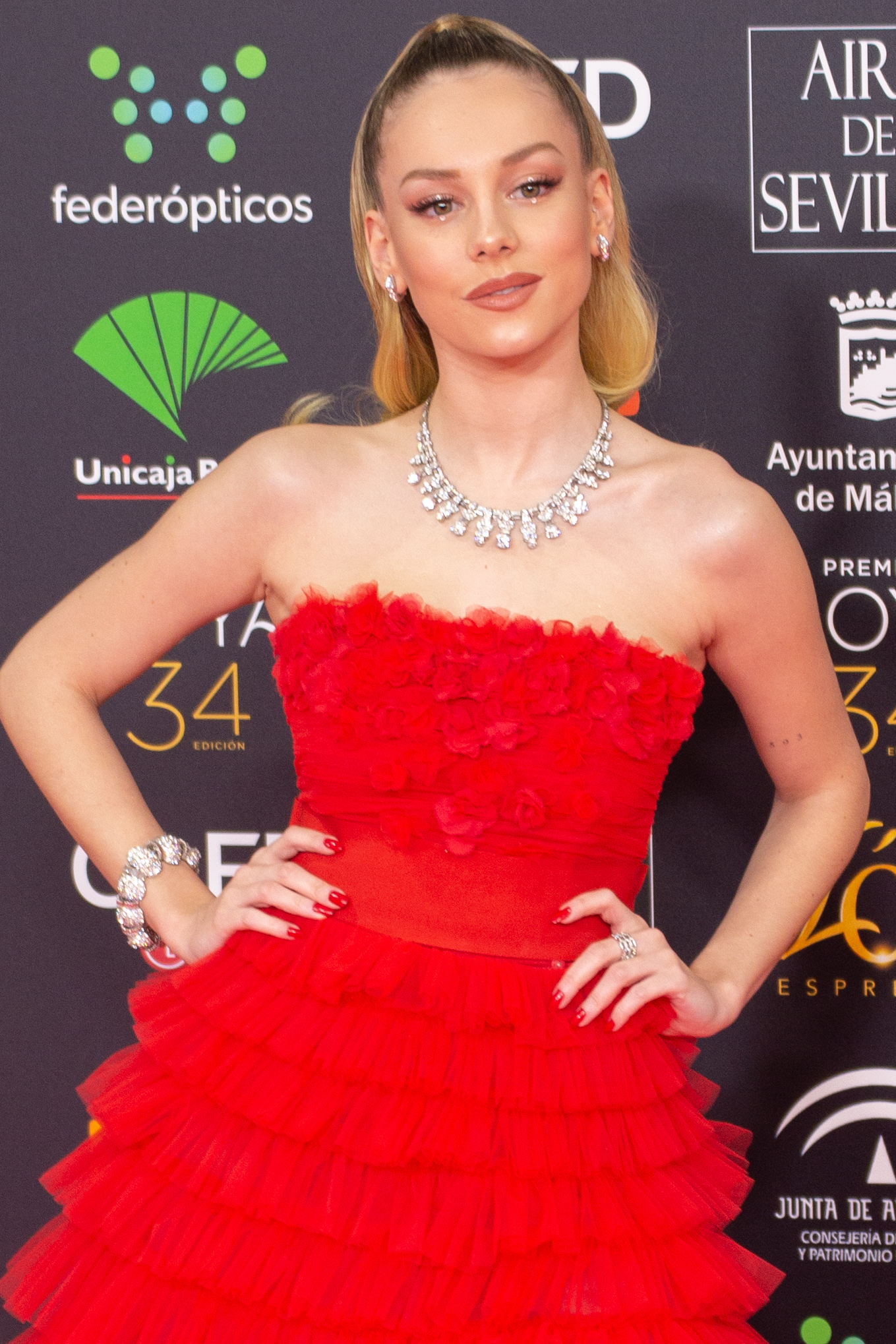
Ester Expósito interprète Carla.
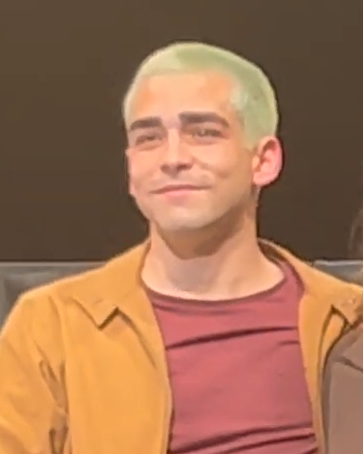
Omar Ayuso interprète Omar.
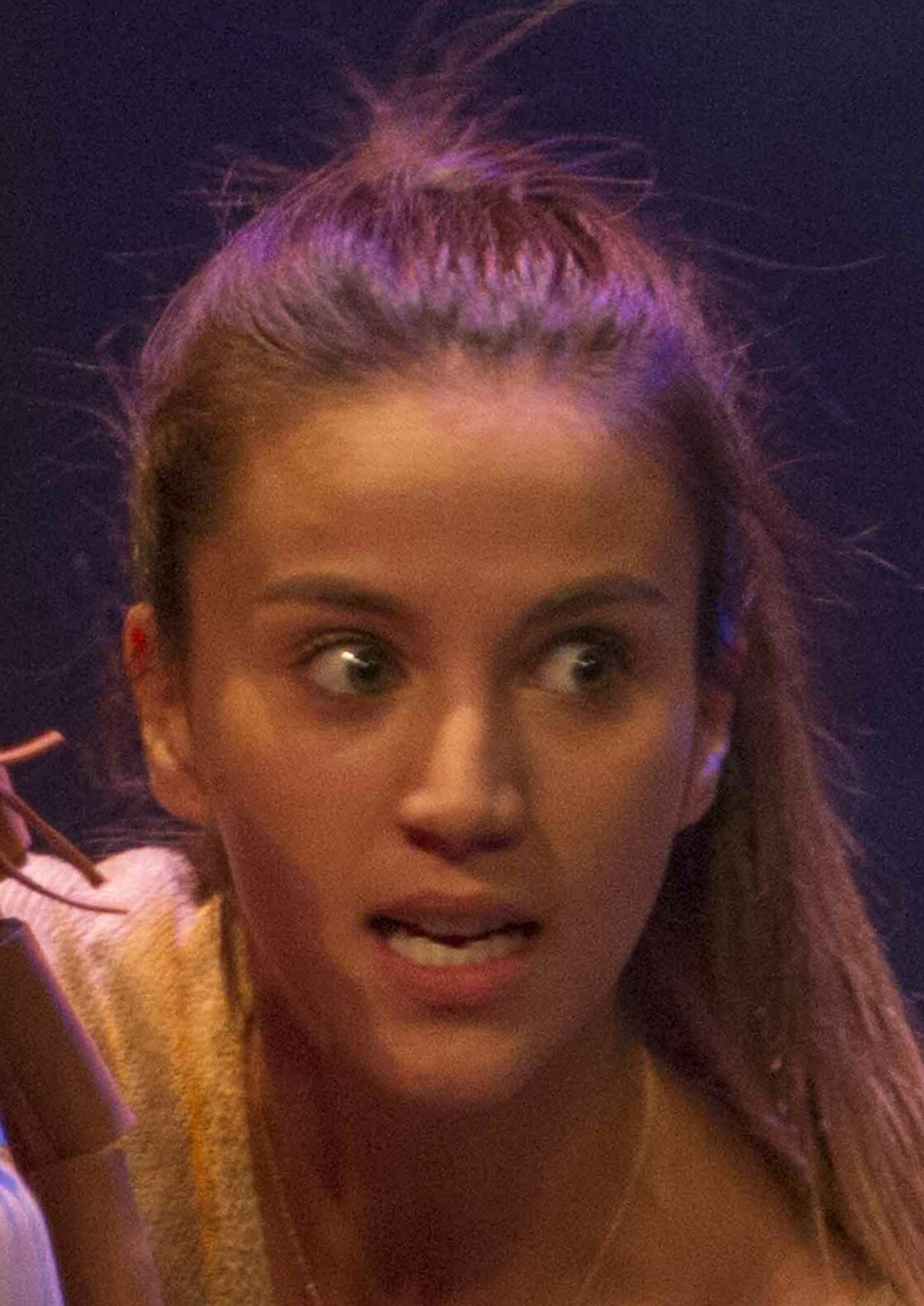
Claudia Salas interprète Rebeka, dite « Rebe ».
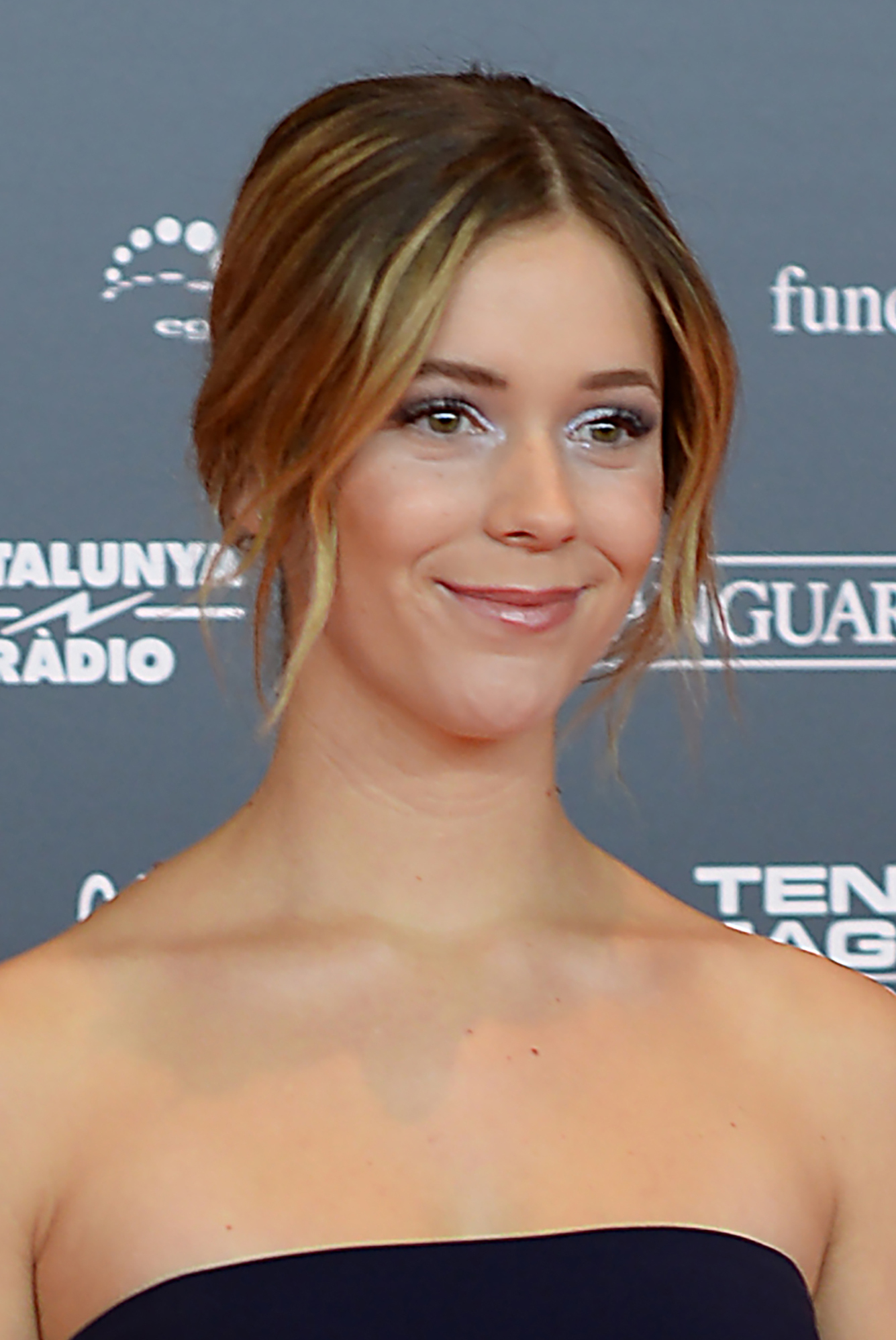
Georgina Amorós interprète Cayetana.
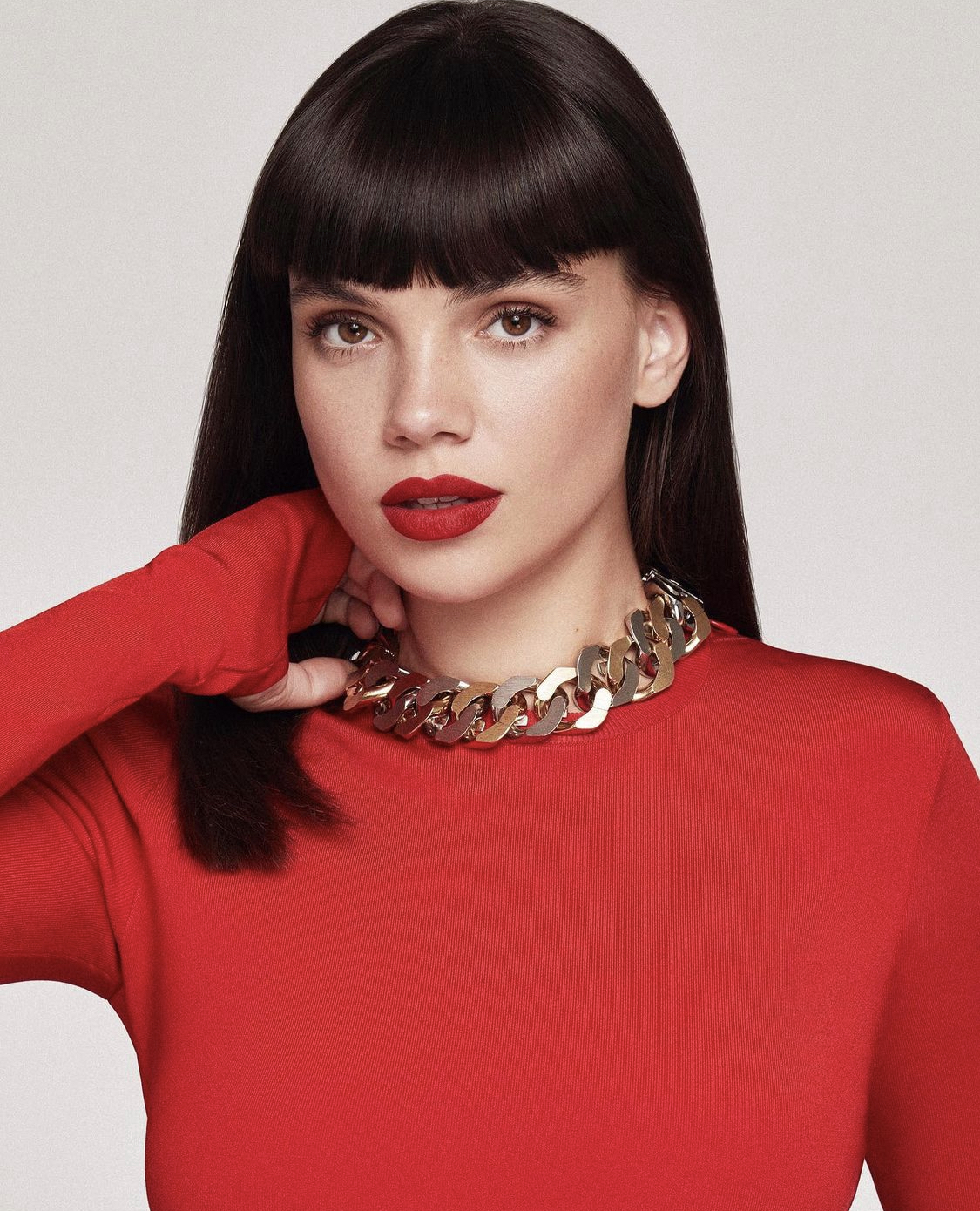
Martina Cariddi interprète Mencía.
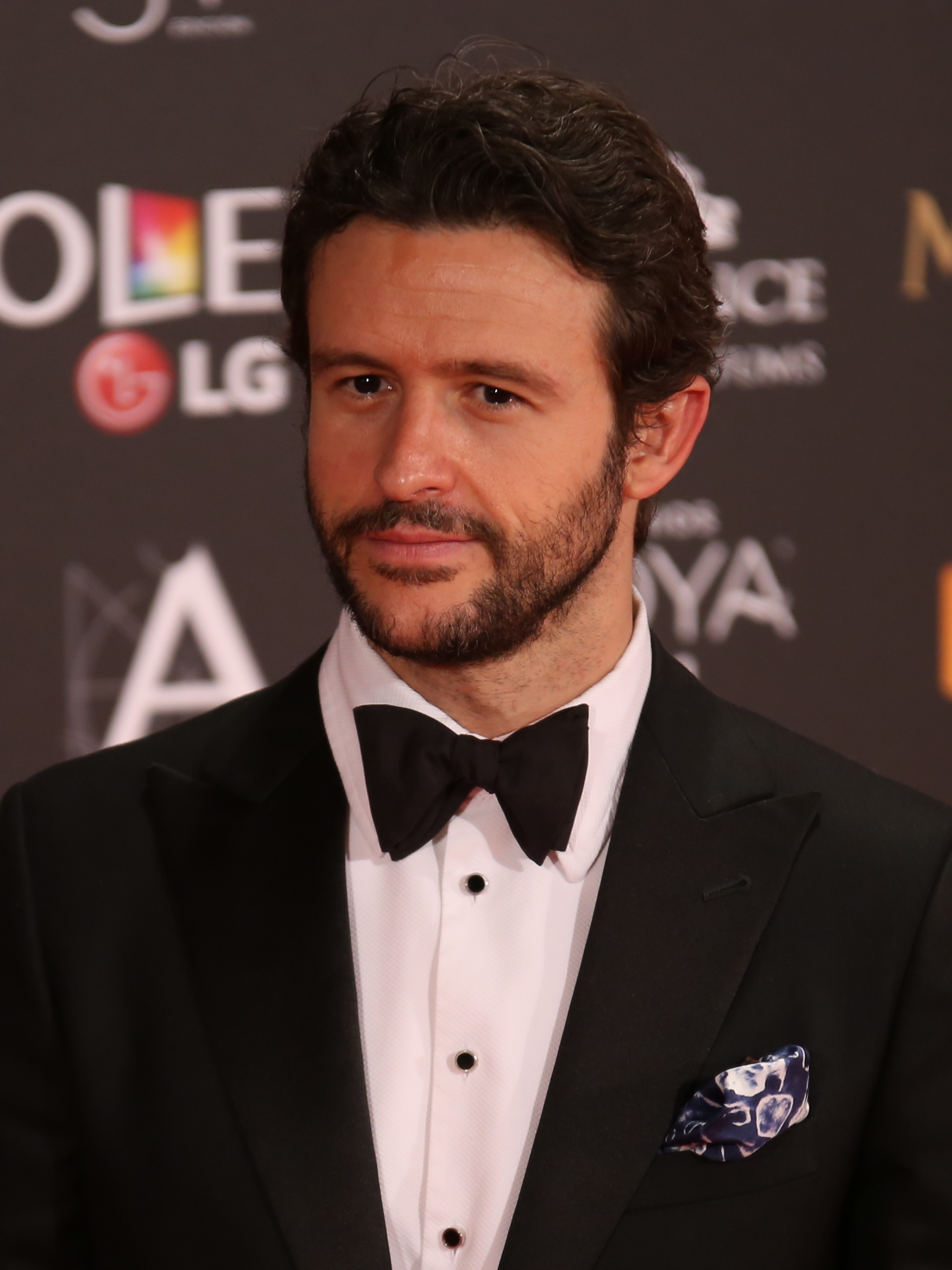
Diego Martín interprète Benjamín.
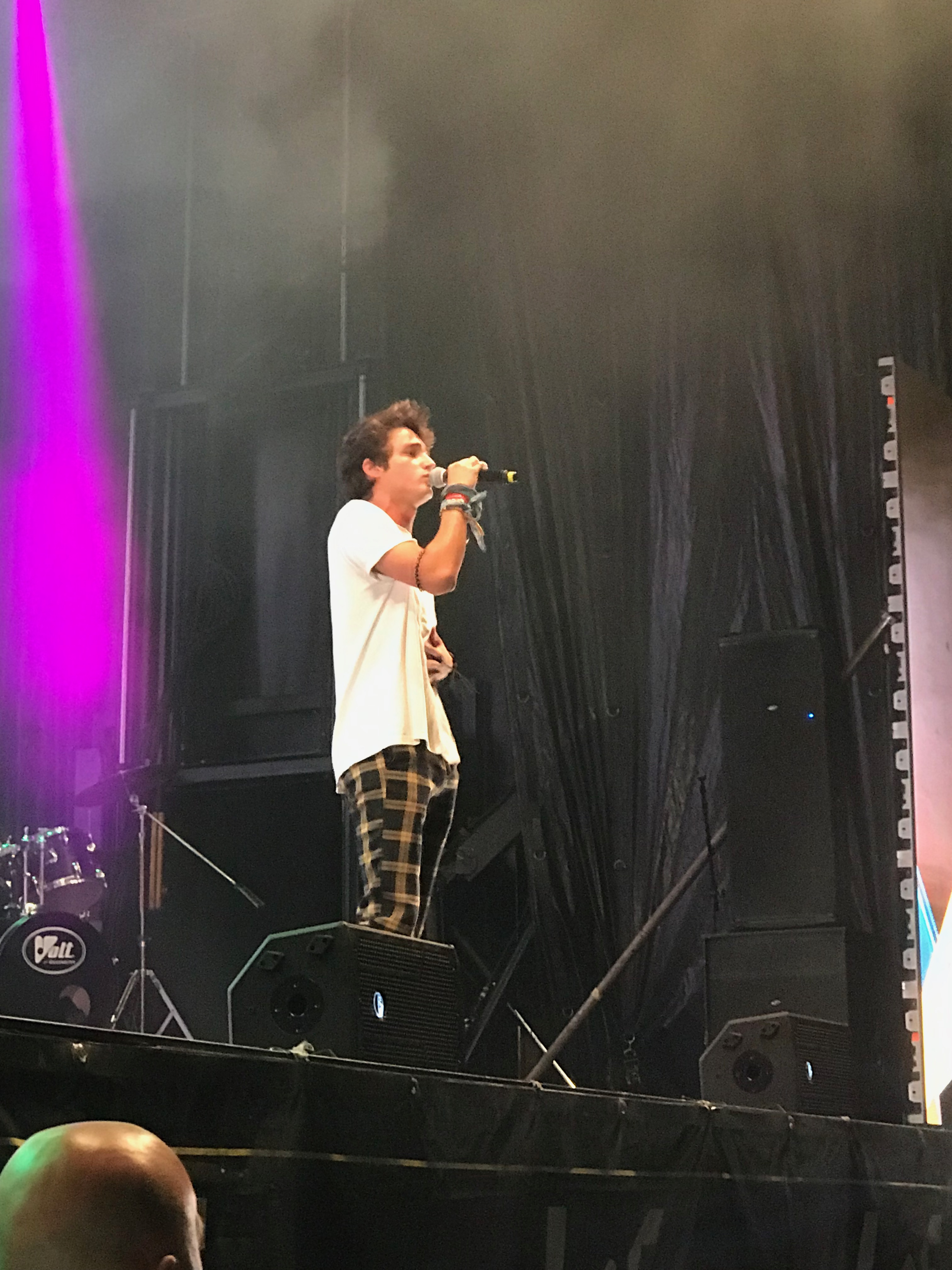
Pol Granch interprète Phillipe.
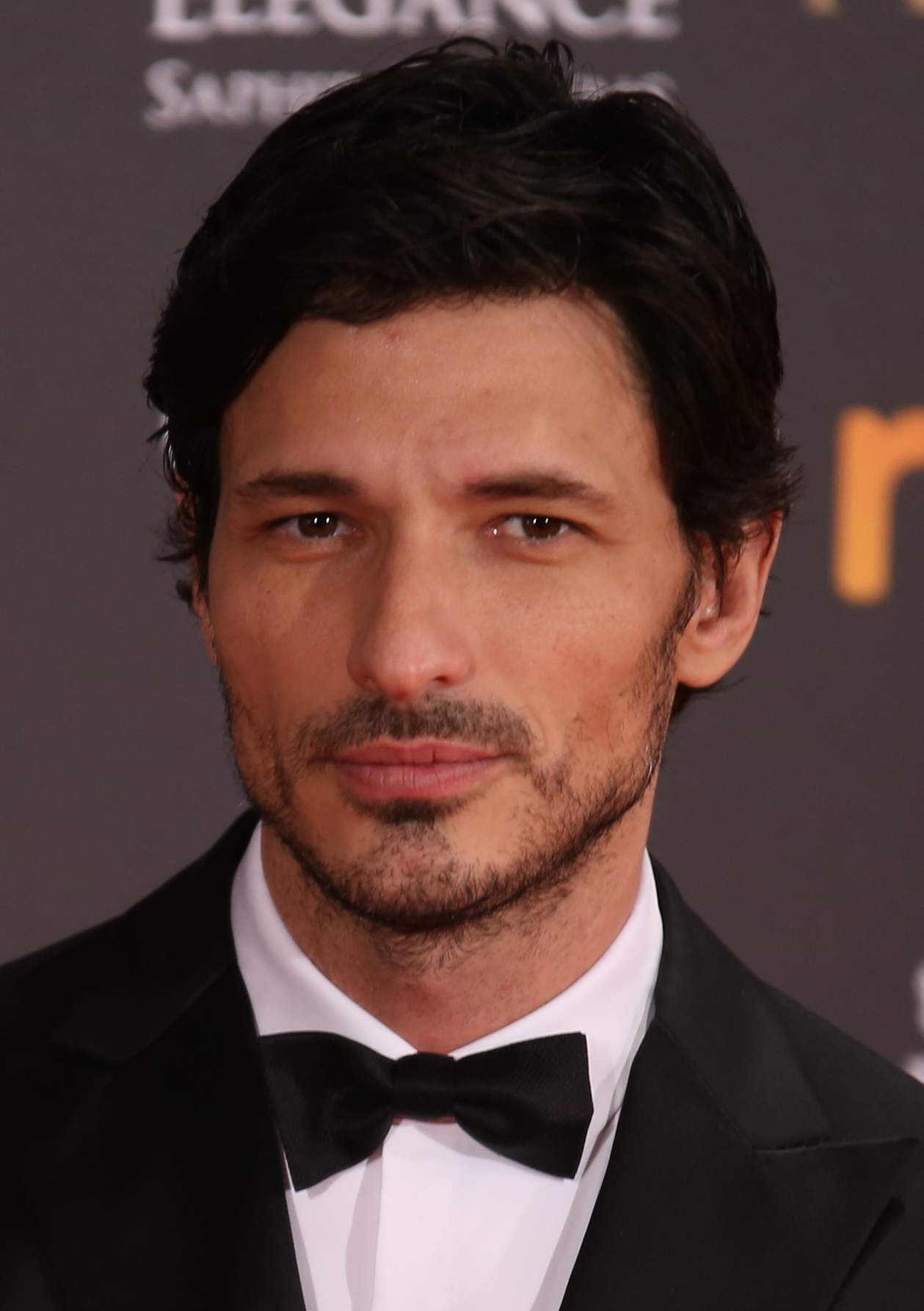
Andrés Velencoso interprète Armando.
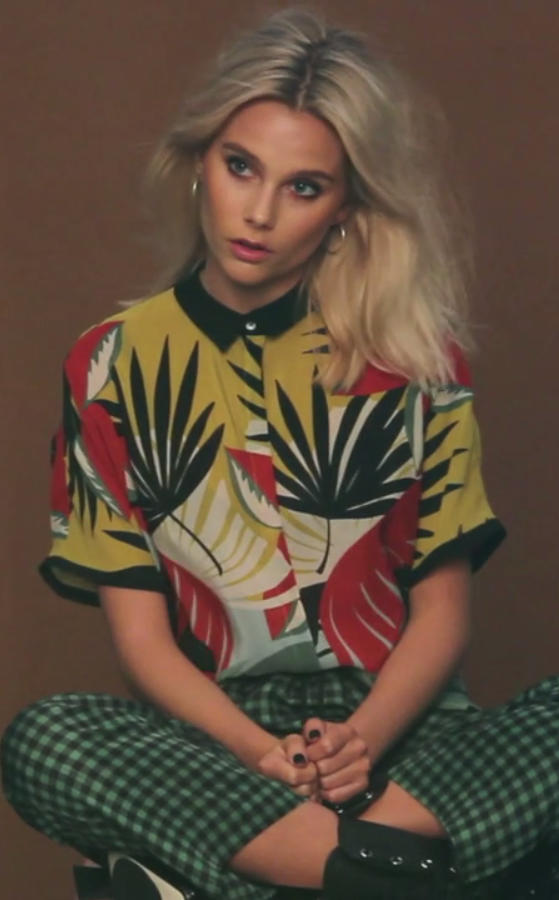
Valentina Zenere interprète Isadora.
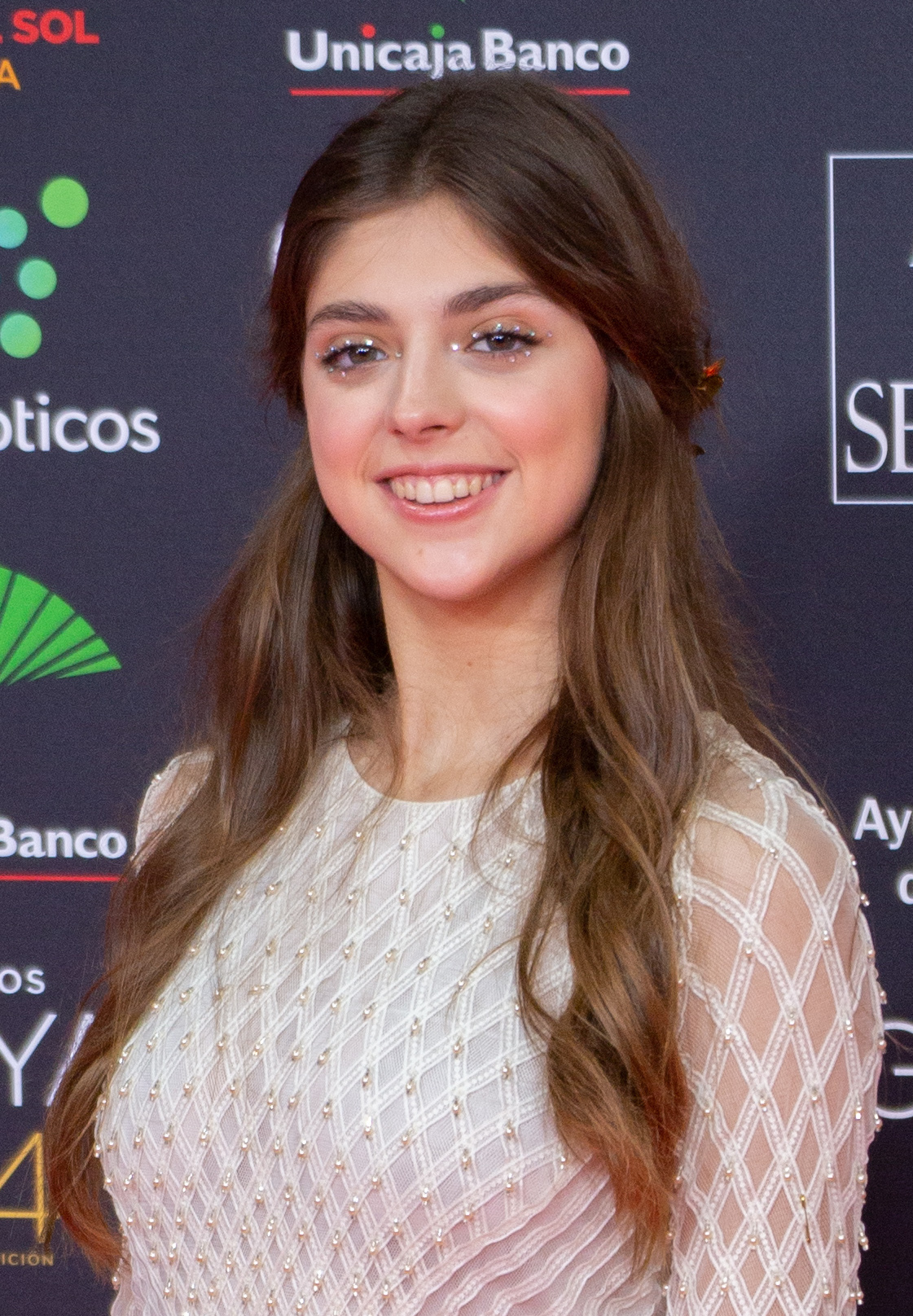
Carmen Arrufat interprète Sara.
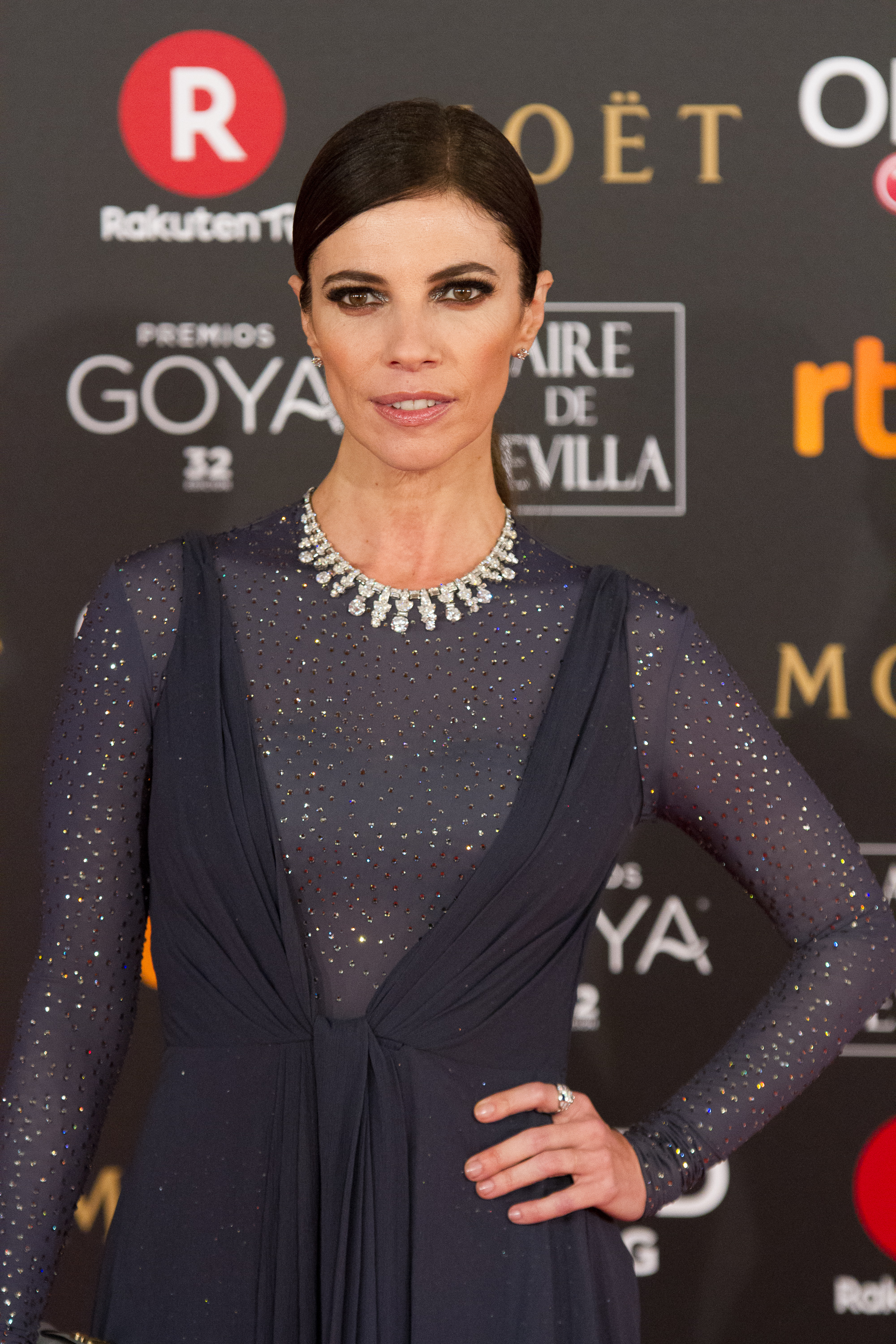
Maribel Verdú interprète Carmen.

### Acteurs récurrents

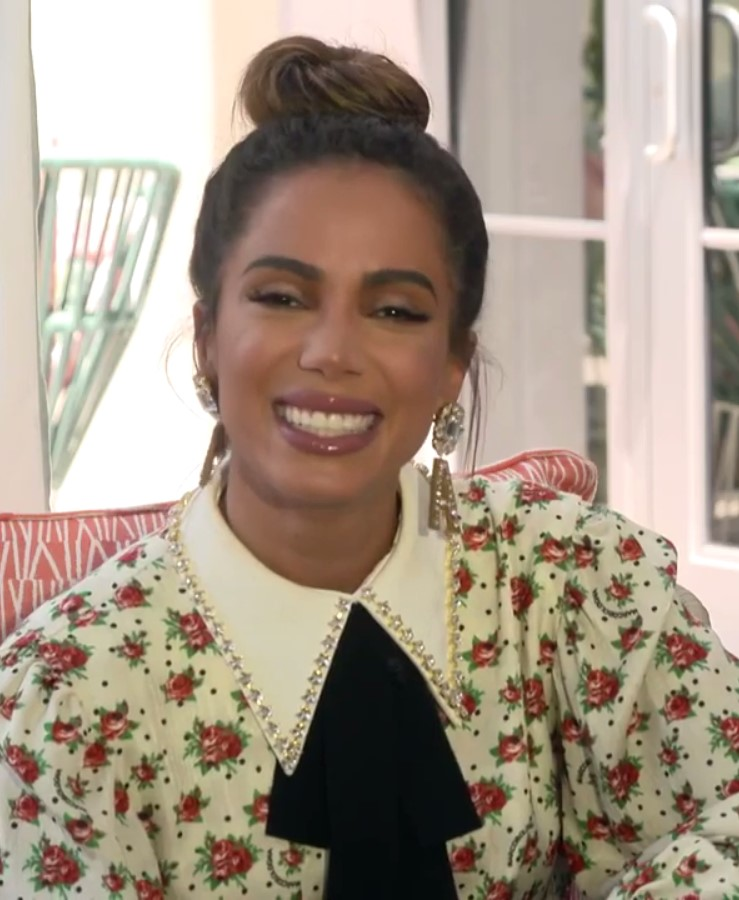
Anitta interprète Jessica.

- Version française[7]
  - Studio de doublage : Chinkel
  - Direction artistique : Julien Kramer
  - Adaptation des dialogues : Melody Das Neves, Marie-Jo Aznar, Isabelle Cardoso-Casimiro, Julie Costa, Marilou Adam, Aline Angel, Justine Dupont-Breitburd et Audrey Péon

 Source et légende : version française (VF) sur RS Doublage et Doublage Série Database  et le carton de doublage en fin d'épisode sur Netflix.

## Production

### Développement
Le 17 juillet 2017, il est annoncé que Netflix a commandé la première saison d'une série créée par Carlos Montero et Darío Madrona. Nommée Élite, elle sera diffusée sur la plateforme le 5 octobre 2018.
Le 17 octobre 2018, Netflix renouvelle la série pour une deuxième saison, qui est disponible sur la plateforme depuis le 6 septembre 2019. Netflix annonce le renouvellement de la série pour une troisième saison le 29 août 2019, avant même la sortie de la deuxième.
En janvier 2020, la série est renouvelée pour une quatrième et cinquième saison,.
Le 28 octobre 2021, la série est renouvelée pour une sixième saison,.
Le 25 octobre 2022, la série est renouvelée pour une septième saison avec le retour d'Omar Ayuso.
Le 19 juillet 2023, la série est renouvelée pour une huitième et dernière saison avec le retour de Mina El Hammani,.

### Attribution des rôles
En avril 2018, Miguel Herrán, Jaime Lorente et María Pedraza, de la série espagnole La casa de papel, rejoignent la distribution de la série. Le 25 juillet 2018, Itzan Escamilla, Miguel Bernardeau, Arón Piper, Ester Expósito, Mina El Hammani, Álvaro Rico, Omar Ayuso ainsi que la star mexicaine Danna Paola se joignent à eux.
Le 15 janvier 2019, est annoncé le lancement du tournage de la saison 2 et l'arrivée de trois nouveaux personnages joués par Georgina Amorós (Cayetana), Jorge López Astorga (Valerio, le demi-frère de Lu) et Claudia Salas (Rebeka).
Le 4 octobre 2019, Netflix annonce l'arrivée de deux nouveaux personnages pour la saison 3 qui seront joués par Leïti Sène (Malik) et Sergio Momo (Yeray).
Le 19 juillet 2020, est annoncé le lancement du tournage de la saison 4 et l'arrivée de quatre nouveaux personnages principaux joués par Carla Díaz (Ari) (saisons 4 et 5 + Élite : Histoires courtes), Manu Ríos (Patrick), Martina Cariddi (Mencia) et Pol Granch (Phillippe). Il est également annoncé que Diego Martín rejoindrait le casting de la série pour jouer Benjamín le père de Patrick, Ari et Mencía et nouveau directeur de Las Encinas, Andrés Velencoso est également annoncé au casting.
Le 25 février 2021, est annoncé le lancement du tournage de la saison 5 et l'arrivée de deux nouveaux personnages principaux Iván et Isadora joués par André Lamoglia et Valentina Zenere. Le 25 mars 2021, l'acteur français Adam Nourou qui interprète Bilal annonce rejoindre le casting principal de la cinquième saison. Le 20 août 2021, il est annoncé qu'Isabela Garrido, actrice apparu dans la série Après toi, le chaos, est intégré au casting de la cinquième saison.

### Tournage
En janvier 2018, les réalisateurs Ramón Salazar et Dani de la Orden débutent le tournage en 4K en Espagne. La série est filmée dans la communauté de Madrid en Espagne, où différents lieux et villes sont combinés: La Gran Vía à Madrid, le Théâtre Barceló à Madrid, l’Université Européenne de Madrid, la réserve naturelle de Valmayor, El Escorial, les urbanisations de Pozuelo de Alarcón, Boadilla del Monte, Villaviciosa de Odón, La Moraleja, etc. En plus de ces extérieurs réels, certaines scènes de la série sont également tournées dans différents studios et décors situés à Madrid. Le tournage de la sixième saison quitte les décors qui jusque-là étaient utilisés pour les enregistrements (situés à Boadilla del Monte et Pinto) et déménage au siège de Netflix à Madrid à Tres Cantos.

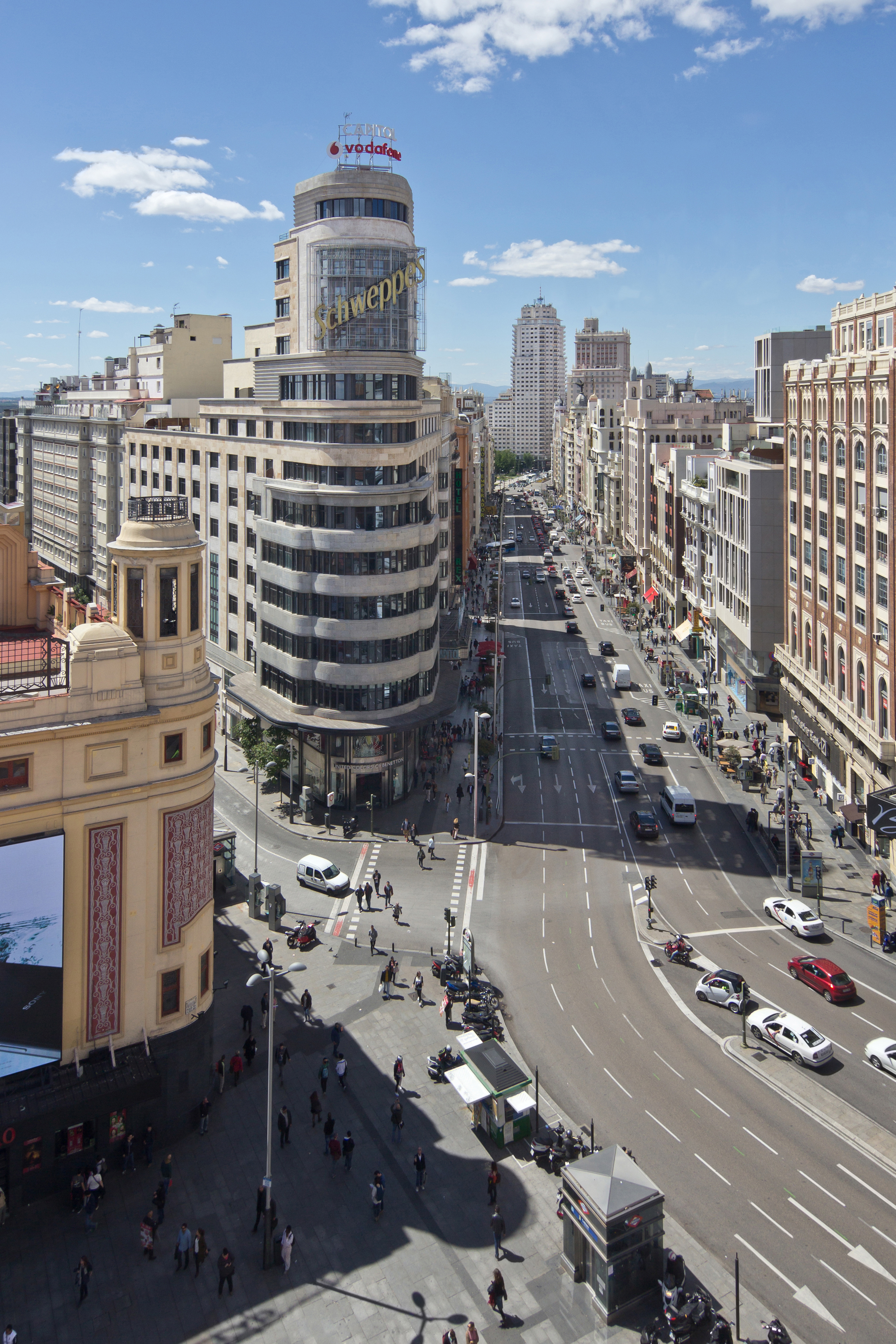
La Gran Via.
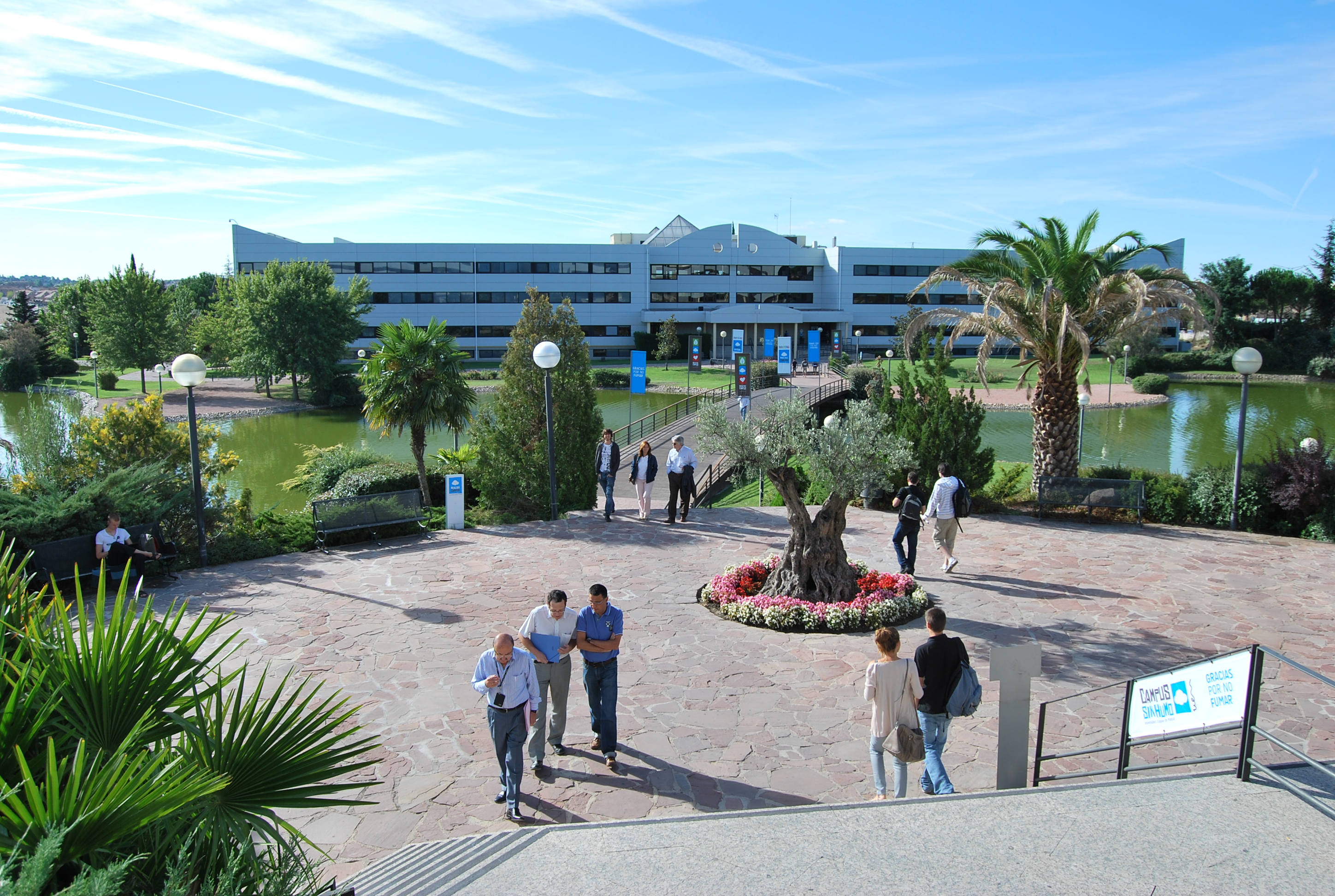
L'Université Européenne de Madrid.

### Fiche technique
Sauf indication contraire, les informations mentionnées dans cette section peuvent être confirmées par la base de données cinématographiques IMDb,  présente dans la section « Liens externes ».
- Titre original et français : Élite
- Création : Darío Madrona et Carlos Montero
- Réalisation : Ramón Salazar (5 épisodes) et Dani de la Orden (3 épisodes)
- Scénario : Darío Madrona et Carlos Montero
- Casting : Eva Leira et Yolanda Serrano
- Direction artistique : Antón Laguna
- Costumes : Cristina Rodríguez
- Photographie : Ricardo de Gracia et Daniel Sosa Segura
- Son : Amín Alí Gago
- Montage : Irene Blecua et Ascen Marchena
- Musique : Lucas Vidal
- Production : Francisco Ramos
  - Production déléguée : Diego Betancor, Iñaki Juaristi, Darío Madrona et Carlos Montero
- Sociétés de production : Zeta Producciones, Netflix
- Sociétés de distribution (télévision) : Netflix
- Pays d'origine :  Espagne
- Langue originale : espagnol
- Format : couleur
- Genre : thriller, drame, suspense
- Durée : 47 - 56 minutes
- Date de première diffusion :
  - Monde: 5 octobre 2018 sur Netflix
- Classification : déconseillé aux moins de 16 ans[31]

## Épisodes

### Première saison (2018)
La première saison, comptant huit épisodes, est mise en ligne le 5 octobre 2018
1. Bienvenue (Bienvenidos)
2. Désir (Deseo)
3. Samedi soir (Sábado noche)
4. L'amour est une drogue (El amor es una droga)
5. Mensonges (Todos mienten)
6. Tout ira bien (Todo va a salir bien)
7. Quand tout explose (Todo estalla)
8. Assilah (Assilah)

### Deuxième saison (2019)
La deuxième saison, comptant huit épisodes, est mise en ligne le 6 septembre 2019.
1. Disparu depuis 20 heures (20 horas desaparecido)
2. Disparu depuis 34 heures (34 horas desaparecido)
3. Disparu depuis 36 heures (36 horas desaparecido)
4. Disparu depuis 59 heures (59 horas desaparecido)
5. Disparu depuis 63 heures (63 horas desaparecido)
6. Disparu depuis 66 heures (66 horas desaparecido)
7. Disparu depuis 84 heures (84 horas desaparecido)
8. La Disparition (0 horas desaparecido)

### Troisième saison (2020)
La troisième saison, comptant huit épisodes, est mise en ligne le 13 mars 2020.
1. Carla (Carla)
2. Samuel et Guzmán (Samuel y Guzmán)
3. Cayetana et Valerio (Cayetana y Valerio)
4. Lu (Lu)
5. Ander (Ander)
6. Rebeka (Rebeka)
7. Nadia et Omar (Nadia y Omar)
8. Polo (Polo)

### Quatrième saison (2021)
La quatrième saison, comptant huit épisodes, est mise en ligne le 18 juin 2021.
1. L'Ordre nouveau (El nuevo orden)
2. Cinq secondes (5 segundos)
3. La Valse du mensonge et de la tentation (Cuando bailan las mentiras con las tentaciones)
4. Débats (Soy una…)
5. La Réinsertion (La reinserción)
6. Je t'aime tout de travers (Te quiero mal)
7. Avant de partir (1re partie) (Antes de irme (1.ª parte))
8. Avant de partir (2e partie) (Antes de irme (2.ª parte))

### Cinquième saison (2022)
La cinquième saison, comptant huit épisodes, est mise en ligne le 8 avril 2022 sur Netflix.
1. Je l'ai tué (Yo lo maté)
2. Tout est permis (Todo vale)
3. Attache-moi (Átame)
4. Le Cadavre (El cuerpo)
5. Un pas vers la vérité (Por favor, di la verdad)
6. L'amour n'a pas de prix (No puedes comprar mi amor)
7. Toxique (Tóxicos)
8. Nos visions du monde (Tu lado del mundo y el mío)

### Sixième saison (2022)
La sixième saison, comptant huit épisodes, est mise en ligne le 18 novembre 2022.
1. Angoisse (Ansiedad)
2. Selfies (Selfis)
3. Mises à nu (Desnudos)
4. La Guerre (Guerra)
5. Trop de douleur (Duelo)
6. Tina (Tina)
7. Bas les masques (Máscaras)
8. Séparation (Separación)

### Septième saison (2023)
La septième saison, comptant huit épisodes, est mise en ligne le 20 octobre 2023.
1. Las Encinas (Las Encinas)
2. Le règlement (Protocolo)
3. Bling-Bling (Bling-Bling)
4. Point-virgule (Punto y coma)
5. La famille (La familia)
6. Toucher le fond (Tocar fondo)
7. Un câlin (Solo abrázame)
8. Je veux juste en finir (Voy a acabar con esto para siempre)

### Huitième saison (2024)
La huitième et dernière saison, comptant huit épisodes, est mise en ligne le 26 juillet 2024.
1. Alumni (Alumni)
2. À l'extrême (Al extremo)
3. Combustion (Combustión)
4. Je suis à personne (No soy de nadie)
5. La nuit dernière (La última noche)
6. Coupable (Culpables)
7. Comme frère et sœur (Como hermanos)
8. Fin de trimestre (Fin de curso)

## Élite: histoires courtes
En mai 2021, Netflix a annoncé la #EliteWeek, une semaine spéciale de courts épisodes qui servira de prélude à la quatrième saison intitulée Élite : Histoires courtes. Les histoires sont définies pour "étendre l'univers Élite". Ce ne sont pas des épisodes dérivées, mais plutôt des épisodes pour relier le contenu qui mène à la quatrième saison. Il y a quatre histoires composées chacune de trois courts épisodes. Les histoires se déroulent pendant l'été avant le début de la nouvelle année à Las Encinas. Dans les quatre histoires, différentes intrigues individuelles et communes de certains des étudiants les plus anciens de Las Encinas et peut-être des plus récents seront explorées, révélant ce qu'ils ont fait durant l'été avant de commencer leur nouvelle année scolaire. En octobre 2021, Netflix annonce que trois nouvelles histoires courtes sortiront en décembre 2021.
| Titres | Titres                  | Épisodes | Diffusion originale |
| ------ | ----------------------- | -------- | ------------------- |
|        | Guzmán Caye Rebe        | 3        | 14 juin 2021        |
|        | Nadia Guzmán            | 3        | 15 juin 2021        |
|        | Omar Ander Alexis       | 3        | 16 juin 2021        |
|        | Carla Samuel            | 3        | 17 juin 2021        |
|        | Phillipe, Caye & Felipe | 3        | 15 décembre 2021    |
|        | Samuel & Omar           | 3        | 20 décembre 2021    |
|        | Patrick                 | 3        | 23 décembre 2021    |

## Accueil

### Critiques
Télérama donne un avis favorable sur la première saison, indiquant : « Les créateurs […] maîtrisent leur sujet. Les huit épisodes de cette première saison d'Élite sont rythmés, appliqués, suffisamment bien troussés pour qu’on soit curieux de voir comment la série finira. D’autant qu'Élite n’oublie pas de profiter des paysages de Murcie ». Le Figaro Magazine et 20 Minutes attribuent à la première saison la note de 4/5, et Les Inrockuptibles seulement 2,5/5. Dans une critique de Télérama consacrée à la saison suivante, Constance Vilanova évoque « la plus mauvaise teen drama de Netflix ».
Allociné recense 12 critiques presse pour une note moyenne 3,1/5.